# Módosítószó
A nyelvészetben a módosítószó olyan szófaj, amelynek modalizálási funkciója van, azaz „vagy valamely mondatrésznek, vagy az egész mondatnak módosítja a tartalmát, kifejezve egyúttal a beszélőnek a mondottakhoz való szubjektív viszonyát, a beszélői attitűdöt is”. Ez lehet értelmi, érzelmi, akarati állásfoglalás, így a módosítószó kifejezhet bizonyosságot (biztosan, persze, kétségtelenül), nyomatékosságot, megerősítést (hogyne, bizonyára), bizonytalanságot, enyhítést (esetleg, aligha, talán), valószínűséget (valószínűleg), árnyalást (alighanem) stb.
A módosítószó csak egyike a modalizálás eszközeinek. A modalitás kifejezése elérhető morfológiai, mondattani és prozódiai eszközökkel is, olykor módosítószóval együtt.

## A módosítószó körülhatárolása

### Elhatárolása a határozószótól
Az 1960-as években, amikor a nyelvészeti kutatások pragmatikai irányultsága fokozódott, különböző nyelvekkel foglalkozó nyelvészek kezdték elkülöníteni a módosítószót a határozószótól. Ugyanis már hagyományos grammatikákban melgállapították, hogy a határozószónak nevezett szófaj heterogén. Bár általában úgy definiálták, hogy a mondatban ige, melléknév vagy más határozószó határozója, kitűnt, hogy vannak olyan határozószónak nevezett szavak, melyek nem felelnek meg ennek a definíciónak, hanem más, modálisnak vagy pragmatikainak nevezett funkciójuk van. Köztük vannak egyrészt olyanok, melyek előfordulnak határozókként is, és mondattani funkció nélkül is, másrészt olyanok, melyeknek soha sincs mondattani funkciójuk. Mindezeket egyesek külön elnevezés nélkül olyan határozószóknak tekintették, melyek „egy egész mondatra vonatkoznak vagy annak egyik részére, amellyel együtt elemezendők”, vagy „mondattani funkció nélküli határozószók”-nak nevezték. Más nyelvészek a határozószók egyik fajtájaként különítették el az ilyen szavakat, sokféle elnevezéssel.
Az angol nyelv grammatikáiban megtalálhatók:
- sentence-modifying adverb „mondatmódosító határozószó”: I certainly think so ’Feltétlenül így gondolom’;[8]
- sentence-modifying adverbial „mondatmódosító határozószó”: Perhaps he will come ’Talán eljön’;[9]
- sentence adverb „mondat-határozószó”: Frankly, I don't care about your problems ’Őszintén szólva, nem érdekelnek a gondjaid’;[10]
- sentence adverbial „mondat-határozószó” vagy adsentential: He's probably been sick for a long time ’Valószínűleg sokáig beteg volt’;[11]
- disjunct (adverb) „elválasztott határozószó”: Hopefully the rain will end soon ’Remélhetőleg az eső hamar eláll’;[12]
- modal adverb „modális határozószó”: That surely would improve with time ’Ez biztosan jobb lenne idővel’;[13]
- sentence modifier adverb „mondatmódosító határozószó” vagy sentence connector adverb „mondatkapcsoló határozószó”: Actually… I think she was right ’Tulajdonképpen… úgy gondolom, hogy igaza volt (neki)’.[14]

A francia nyelv grammatikáiban:
- adverbe de phrase „mondat-határozószó” vagy adverbe modal „modális határozószó: Heureusement, il n'a pas plu à la cérémonie ’Szerencsére nem esett az eső az ünnepélyen’;[15]
- adverbe d'énonciation „megnyilatkozás-határozószó”: Sincèrement, je suis content ’Őszintén szólva, elégedett vagyok’;[16]
- adverbe modalisateur „modalizáló határozószó” vagy adverbe de modalité „modalitás-határozószó”: Bien sûr, cela n’a rien de nouveau ’Persze nincs ebben semmi új’;[17]
- modalisateur „modalizáló”: peut-être ’talán’, sans doute ’kétségkívül’ (adverbes elnevezéssel), à ce que je crois ’amint hiszem’, selon moi ’szerintem’ (incises „közbevetettek” elnevezéssel).[18]

A német nyelvészeti szakirodalomban a Satzadverb „mondat-határozószó” terminust használják: Ich kann leider nicht kommen ’Sajnos nem jöhetek el’.
A magyar nyelvtudományban H. Molnár Ilona értekezett elsőként a „módosító szók”-ról 1968-ban, és elkülőnítette ezeket a határozószóktól. A magyar szakirodalomban is több elnevezése van ennek a szókategóriának: módosító határozó, módosító határozószó, modális partikula, modális szó, módhatározó. Általában módosítószó elnevezéssel szerepel szófajként a magyar nyelv grammatikáiban.
Az elkülönítés úgy történt, hogy megvizsgálták egyes hagyományosan határozószóknak tartott szavak viselkedését két különböző helyzetben: amikor a „hogyan?” kérdésre válaszolnak, tehát módhatározók, és amikor nem válaszolnak erre a kérdésre, azaz nem módhatározók és másféle mondatrészek sem. Például a Géza biztosan talált be a belső körbe mondatban biztosan módhatározó, de a Géza biztosan betalált a belső körbe mondatban nem az, hanem mondattani funkció nélküli módosítószó, melynek azonban modális funkciója van, a beszélő bizonyosságát kifejezve arról, amit állít.

### Elhatárolása a partikulától
Eleinte a magyar nyelvészetben módosítószóknak tartották azokat a szavakat is, melyeket egyes magyar nyelvészek később partikulákként különítettek el. Más nyelvészek partikuláknak nevezik a mindkét osztályhoz tartozó szavakat. Ez jellemző általában például a közép-délszláv diarendszerhez tartozó szerb nyelv, horvát nyelv stb. grammatikáira. Olykor a módosítószót a partikula egyik alfajának tekintik, például Čirgić 2010, aki modális partikulának vagy modifikator-nak nevezi, vagy Moldovan 1996, aki modális partikulának tartja. Példa: Ceo dan učiš, sigurno si umoran ’Egész nap tanulsz, biztosan fáradt vagy’. Mások úgy sorolják a módosítószót a partikulához, hogy nem nevezik meg külön, hanem csak leírják a funkcióját: On to, naravno, nije ni mogao znati ’Természetesen, ő ezt nem is tudhatta’. E nyelvekkel foglalkozó nyelvészek között van viszont olyan is, aki nem sorolja a módosítószót a partikulához, hanem mondat-határozószó néven a határozószókról szóló fejezetben foglalkozik velük: Ukratko, cilj je postignut ’Röviden szólva, a cél el lett érve’.
Keszler Borbála (1995) és Kugler Nóra (1998) azok, akik a magyar nyelvtudományban külön szófajnak kezdték tekinteni a partikulát. Kugler Nóra az autonómiájuk fokában látja a különbséget a módosítószó és a partikula között. Érve az, hogy a módosítószó amellett, hogy mondatba illeszthető (Géza biztosan eltalálta a célt), mondatszó is lehet eldöndentő kérdésre válaszolva: – Géza eltalálta a célt? – Biztosan. Ezzel ellentétben a partikula nem működhet egyedül és semmiféle kérdésre sem válaszol.